# Viola maviensis
Viola maviensis H.Mann – gatunek roślin z rodziny fiołkowatych (Violaceae). Występuje endemicznie na Hawajach. Jest gatunkiem zagrożonym.

## Morfologia
PokrójBylina przybierająca formę krzewu. Dorasta do 30–80 cm wysokości. Tworzy kłącza.
LiścieBlaszka liściowa jest nieco skórzasta i  ma kształt od owalnego do owalnie okrągławego. Mierzy 1,5–9 cm długości oraz 1–2 cm szerokości, jest karbowana na brzegu, ma nasadę od klinowej do niemal ściętej i tępy wierzchołek. Ogonek liściowy jest nagi i ma 8–65 mm długości. Przylistki są deltoidalne i osiągają 5–12 mm długości.
KwiatyPojedyncze, wyrastające z kątów pędów. Mają działki kielicha o deltoidalnie lancetowatym kształcie i dorastające do 6–7 mm długości. Płatki są odwrotnie jajowate, mają fioletową barwę oraz 12–15 mm długości, dolny płatek posiada obłą ostrogę o długości 2-5 mm.
OwoceTorebki mierzące 9-12 mm długości, o jajowatym kształcie.

## Biologia i ekologia
Rośnie na terenach bagnistych. Występuje na wysokości od 1200 do 2000 m n.p.m.